# Seznam technologií používaných v procesorech
Seznam technologií používaných v procesorech slouží jako rychlý přehled technologií používaných u procesorů.

## Architektura x86
- Nejdříve používaná 16bitová architektura x86.
  - První kompatibilní mikročip byl Intel 8086 vycházející z a zpětně kompatibilní s osmibitovým 8080.
- Později se začala používat 32bitová architektura IA-32.
  - Plně ji podporoval procesor Intel 80386 (1)
- Zpětně kompatibilní 64bitová architektura X86-64.
  - U AMD použita technologie AMD64.
    - Využíval ji poprvé procesor Opteron

  - U Intelu použita technologie EM64T.
    - Využíval ji poprvé procesor Pentium 4 (řada 5x1)

## Architektura IA-64
- Pouze 64bitová architektura IA-64, vyvinul Intel, nekompatibilní s x86, vývoj později ukončen.

## Virtualizace
- U AMD použita technologie AMD-V (AMD virtualizace).
- U Intelu použita technologie Intel VT-x (Intel virtualizační technologie pro x86).

## Šetřící funkce
- Snižuje frekvenci a napětí procesoru a díky tomu i spotřebu. U notebooku i výdrž baterie.
- U AMD použita technologie Cool'n'Quiet.
  - Poprvé použita u procesorů postavených na jádře AMD K8.
- U Intelu použita technologie SpeedStep.
  - Použito u procesoru Pentium M.
- U VIA použita technologie LongHaul.
- U Transmeta použita technologie LongRun.

## Multimediální technologie
- Poskytuje podporu pro různé specifické instrukce pro zvýšení výkonu.
- MMX (MultiMedia eXtensions)
  - Vylepšení architektury
    - Zvětšení vnitřní L1 cache na dvojnásobek (ze 16 na 32 KiB).
    - Technologie umožňuje využít osm 64bitových registrů (MM0 až MM7) a standardní sada 220 strojových instrukcí byla rozšířena o 57 nových multimediálních instrukcí.

  - Technologie vyvinuta firmou Intel a použita poprvé u procesoru Pentium MMX.
- 3DNow!
  - Technologie vyvinuta firmou AMD a použita poprvé u procesoru AMD K6-2. Z procesorů jiných firem ji využívaly Winchipy 2 od IDT a VIA C3.
- SSE (Streaming SIMD Extensions)
  - SSE - přidala 70 nových instrukcí
  - SSE2 - přidala 144 nových instrukcí
    - Technologii začal podporovat procesor postavený na jádru NetBurst od Intelu.
    - Později i procesory postavené na jádru AMD K8.

  - SSE3 - přidala 13 nových instrukcí
    - Technologii začal podporovat procesor postavený na dalších revizích jádra Pentium4 od Intelu.
    - Technologii začal podporovat procesor postavený na dalších revizích jádra AMD K8.

  - SSSE3 - přidala 16 nových instrukcí
    - Technologii začal podporovat procesor postavený na jádru Core 2 od Intelu.

  - SSE4 - přidala 47 nových instrukcí
    - Verze: SSE4.1, SSE4.2 a SSE4a
    - Technologii začal částečně podporovat procesor postavený na dalších revizích jádra Core 2, plně až Core i7 od Intelu.

  - SSE5 - přidala 170 nových instrukcí
    - Součásti XOP, FMA4 a CVT16.
- PowerNow!

## Sběrnice
- BSB (Back Side Bus)
  - Sběrnice použita na propojení mezi CPU a L2/L3 cache
- DMI
- FSB (Front Side Bus)
- HyperTransport
  - Sběrnice mezi procesorem a čipsetem (případně CPU - CPU), vytvořená firmou AMD. Má vyšší přenosové rychlosti než FSB.
  - Po prvé použita u AMD K8.
- QPI
  - Sběrnice mezi procesorem a čipsetem (případně CPU - CPU), vytvořená firmou Intel. Má vyšší přenosové rychlosti než FSB.
  - Po prvé použita u Core i7.

## Rozšíření adresování fyzické paměti
- = PAE (Physical Address Extension)
- Místo 32bitového adresování, se použije 36bitové, to zvýší množství adresovatelné paměti až na 64 GB
  - V praxi se to projevilo negativně na výkonu z důvodu SW správy.